# David Ingamells
David Ingamells (* 1990 in London) ist ein britischer Jazzmusiker (Schlagzeug).

## Leben und Wirken
Ingamells begann im Alter von sieben Jahren mit dem Schlagzeugspielen. Zu seinen Schlagzeuglehrern gehörten unter anderem Trevor Tomkins, Ralph Salmins und Andrew Bain. Von 2009 bis 2013 studierte er an der Guildhall School of Music and Drama bei Martin Hathaway, Scott Stroman und Malcolm Edmonstone. Er absolvierte dort seinen Bachelor mit einer First Class Honours und erhielt im selben Jahr sowohl den Chartered Surveyors' Prize als auch die Yahama Jazz Scholarship.
Bereits während des Studiums war Ingamells an Projekten von Mike Gibbs und Nikki Iles beteiligt. Er gehört zu Kate Williams’ Four Plus Three, mit der er zwei Alben einspielte, zu Helena Kays KIM Trio und zum Tobie Carpenter Organ Trio; weiterhin tritt er häufig mit der London City Big Band und dem London Jazz Orchestra auf sowie im Duo mit dem Flügelhornisten Miguel Gorodi. Weiterhin ist er auf Alben von Paul Booth, Tara Minton, Alam Nathoo und Henry Spencer, mit dem er auch international tourte, zu hören.